# Ferrovia Adria-Mestre
La ferrovia Adria-Mestre è una linea ferroviaria regionale che collega la città di Adria con la località di Mestre, nel comune di Venezia.
È gestita da Infrastrutture Venete (IV) per quanto riguarda l'infrastruttura, mentre il servizio passeggeri è sospeso, sostituito provvisoriamente da autocorse, in attesa di essere espletato da Trenitalia.

## Storia

### La gestione della Società Veneta
Nel 1890, Piove, in provincia di Padova, fu raggiunta dalla tranvia extraurbana a vapore proveniente da Padova. Essa costituiva, assieme alle tranvie Padova-Malcontenta-Fusina (1884) e Padova-Bagnoli di Sopra (1886) le cosiddette Guidovie Centrali Venete (GCV), gestite dalla Società Veneta per le imprese e costruzioni pubbliche (SV). La tranvia fu poi elettrificata l'11 aprile 1913 con corrente alternata monofase a 6000 V e 25 Hz in linea.
Nella prima metà degli anni Dieci del XX secolo si pensò a proseguire fino al Polesine, ma su un percorso prettamente ferroviario che avrebbe collegato Piove ad Adria. La concessione fu affidata alla Società Veneta e fu stipulata il 25 novembre 1912. La costruzione si svolse durante il primo anno della prima guerra mondiale; per questo motivo, la ferrovia fu aperta al servizio pubblico il 3 febbraio 1916 senza alcuna cerimonia.
Con l'apertura della linea per Adria, lunga 29,236 km, fu spostato il capolinea della tranvia elettrica proveniente da Padova. Erano presenti due raccordi in piena linea: il primo tra Correzzola e Pontelongo, al servizio dell'omonimo zuccherificio, mentre il secondo si trovava a sud della stazione di Cavarzere, a servizio di una fabbrica.
Gli orari prevedevano due coppie di treni accelerati Piove-Adria ai quali si affiancavano altre due coppie di treni misti; tutte le corse erano in coincidenza con quelle tranviarie per Padova. Gli accelerati compivano il percorso in un poco più di un'ora, mentre i misti impiegavano tra un'ora un quarto e un'ora e venti.
Il prolungamento della linea in direzione nord, verso Mestre, fu pensato come primo tronco del progetto della Romea ferroviaria, un percorso che avrebbe dovuto collegare Venezia a Ravenna sulla falsariga strada Romea. I lavori iniziarono nel 1929 e la linea, lunga 57,004 km, fu inaugurata il 28 ottobre 1931.
Con l'apertura del nuovo tronco, il servizio fu esteso fino alla stazione di Venezia Mestre con una coppia di accelerati, che copriva il percorso in circa un'ora e quaranta, e due coppie di treni omnibus, che percorrevano la tratta in circa un'ora e mezza. A esse, si aggiunse una coppia di treni misti sul percorso Piove-Venezia Mestre dalla durata di viaggio di circa quarantacinque minuti. A Piove, le tre coppie Venezia Mestre-Adria erano in coincidenza con le corse tranviarie provenienti da Padova.
Il 1º ottobre 1936 sulla Adria-Mestre furono introdotte le prime automotrici a motore endotermico della Società Veneta: le ADn 501÷504. Questo consentì il prolungamento delle corse fino a Venezia Santa Lucia e il loro aumento: cinque coppie Venezia Santa Lucia-Adria, una coppia Venezia Santa Lucia-Piove di Sacco e un'altra Piove di Sacco-Adria. A partire dal 1943, i servizi regolari furono sospesi a causa sia dei bombardamenti alleati sia degli interventi dei partigiani.
Terminata la seconda guerra mondiale, la SV rilevò seri danni alle opere civili e al materiale rotabile. Il servizio ferroviario riprese il 4 febbraio 1946, limitatamente alla tratta Venezia Santa Lucia-Pontelongo e solo per tre coppie di corse effettuate da automotrici. La tratta Piove di Sacco-Pontelongo era servita da due coppie di automotrici, mentre la tratta Oriago-Piove di Sacco era coperta da una coppia di treni omnibus con trazione a vapore. Il 23 maggio dello stesso anno si raggiunse Cavarzere.
Il 19 luglio 1948 fu collaudato per la prima volta un raccordo industriale che collegava la stazione di Mira Buse al complesso della Mira Lanza, con uno sviluppo totale di 1375 metri.
La tratta fra Adria e Cavarzere fu coperta da un autoservizio sostitutivo fino all'11 marzo 1957, quando fu riaperta all'esercizio. Nello stesso periodo ci fu l'immissione in servizio delle automotrici AD 800, nonché di locomotive Diesel, le DE 424. I nuovi arrivi permisero la definitiva dismissione della trazione a vapore che si completò tra il 1959 e il 1960.

### La Società Veneta Autoferrovie e la Ferrovie Nord-Est

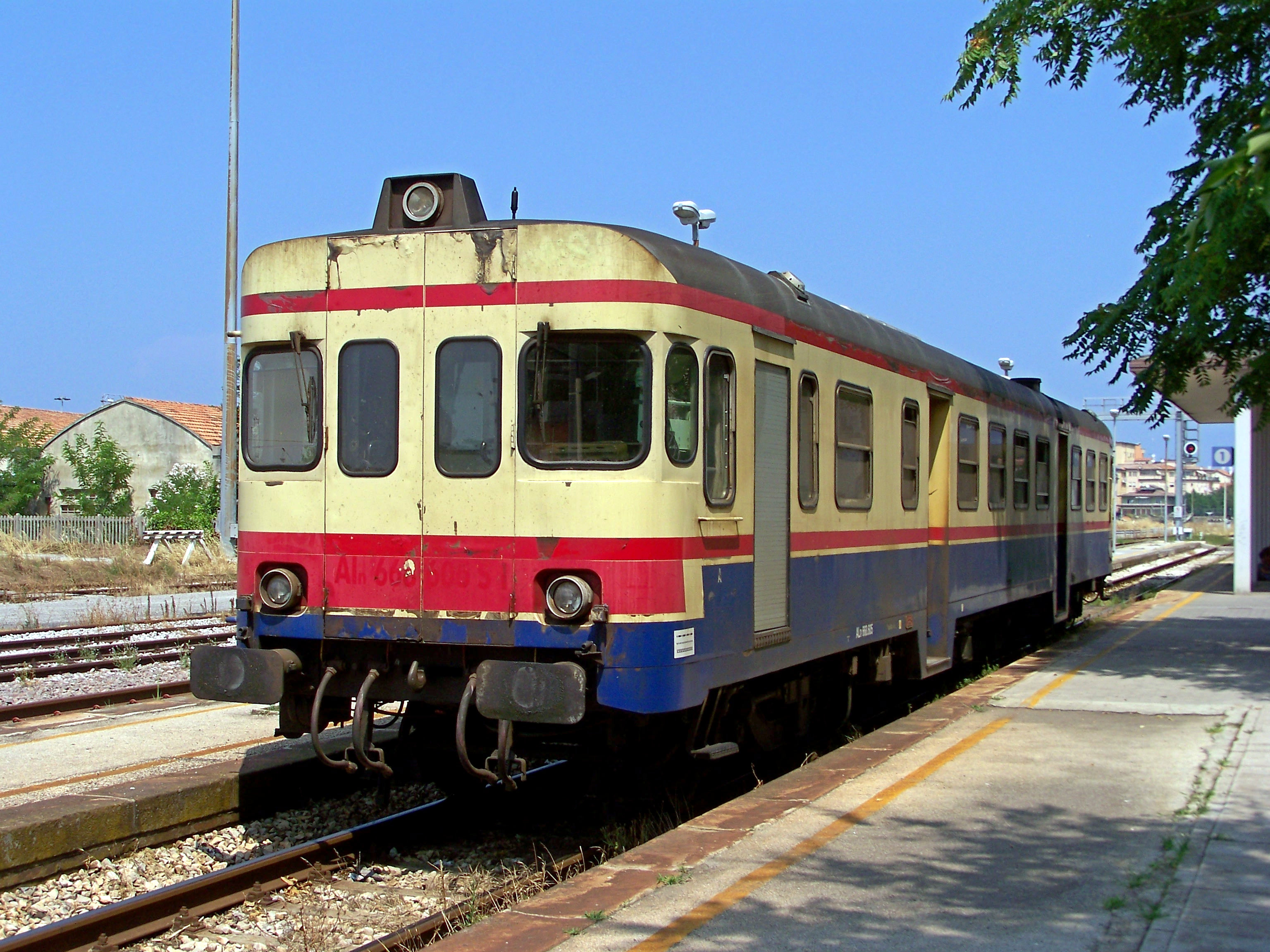
La ADn 605, ora ALn 668.605, automotrice acquistata dalla SVA per la Adria-Mestre.

Nel 1969, la Società Veneta decise di cedere tutte le concessioni di trasporto pubblico, sia su ferro che su gomma, a una sua controllata fondata appositamente: la Società Veneta Autoferrovie (SVA). Nonostante il cambiamento, sui rotabili fu mantenuta la sigla SV.
Per potenziare il servizio passeggeri sulla sua rete sociale, nel 1977 la SVA ordinò alla O.ME.CA. delle automotrici ALn 668 serie 1000 che furono classificate nel gruppo ADn 605÷610. Le unità 605 e 606 arrivarono in aprile del 1980, seguite poi dalle unità 609÷610.
Nel 1981, si compì una nuova riorganizzazione societaria nel gruppo della Società Veneta: la SVA fu sostituita dalla "Ferrovie del Nord Est" (FNE), sempre controllata dalla SV, nell'esercizio della Adria-Mestre e della ferrovia Udine-Cividale. A differenza di quanto avvenne con il passaggio alla SVA, l'emblema della SV fu presto sostituito dal pittogramma sui veicoli delle due linee ferroviarie.

### Le gestioni commissariali

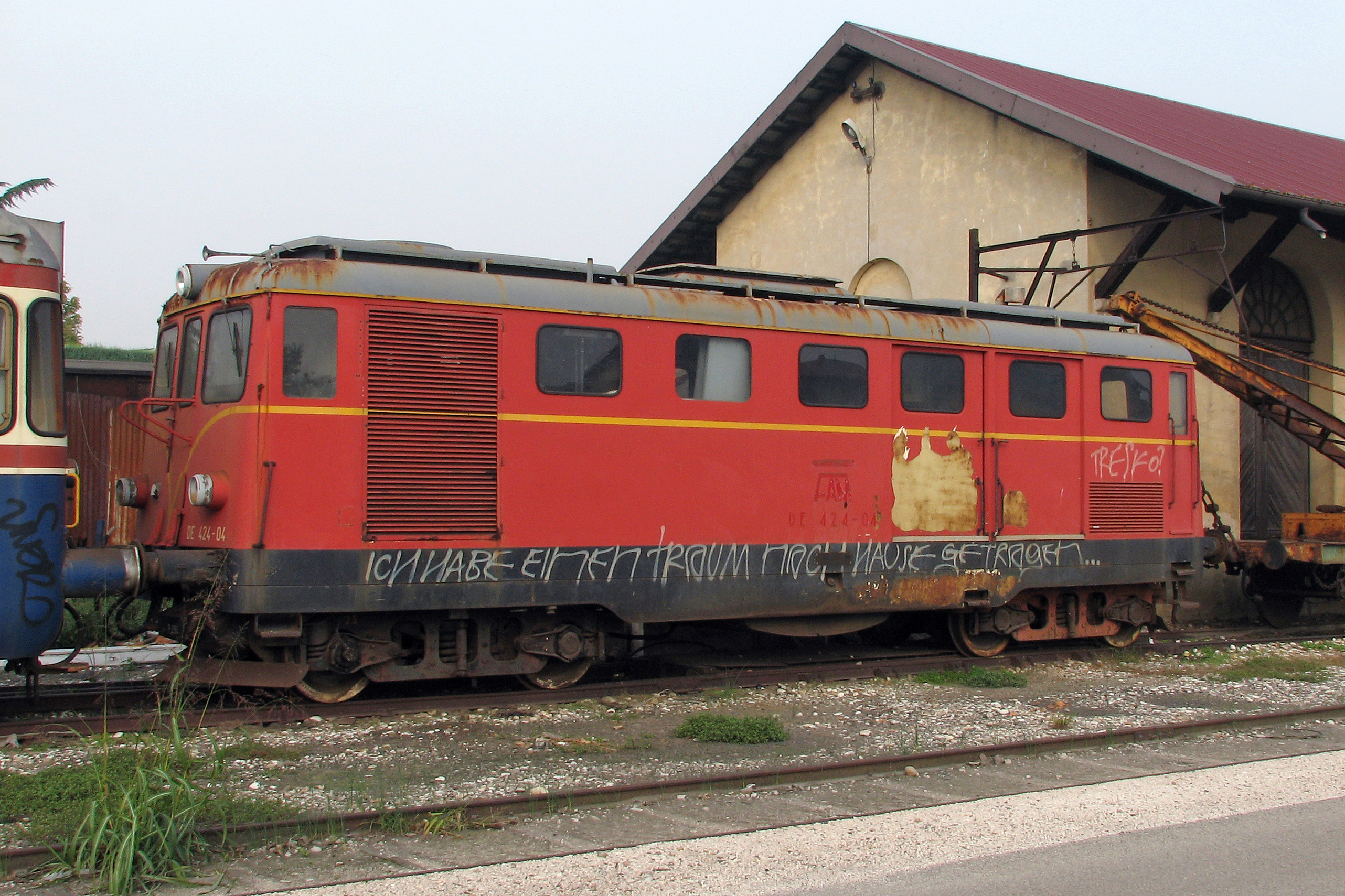
Il DE 424.004 a Piove di Sacco

A partire dal 6 febbraio 1986, l'esercizio della ferrovia Adria-Mestre fu assunto dalla Gestione Commissariale Governativa della Ferrovia Adria Mestre (FAM), in quanto il Ministero dei Trasporti decise di impiegare l'istituto della gestione commissariale governativa su tutte le ferrovie del gruppo della Società Veneta. Ogni ferrovia ebbe la sua gestione commissariale, tuttavia il Commissario rimase unico per tutte e quattro le amministrazioni e mantenne la sede a Padova. Il 1º gennaio 1990, le tre gestioni commissariali della Adria-Mestre, della Parma-Suzzara e della Udine–Cividale furono poi unificate nella Gestione commissariale governativa delle Ferrovie Venete, sempre con sede a Padova.
Sotto la nuova gestione commissariale furono acquistate cinque automotrici del gruppo AD 900, costruite sulla base delle automotrici ALn 663 delle FS, e vide la cessazione dei raccordi per la Mira Lanza e per lo zuccherificio di Pontelongo.
In ossequio a quanto disposto dalla Legge 23 dicembre 1996, n. 662, in materia di "Misure di razionalizzazione della finanza pubblica", il 1º gennaio 1997 l'esercizio della ferrovia Adria-Mestre fu affidato alle FS, in attesa che iniziasse il processo di subentro della Regione Veneto nella gestione diretta della linea.

### L'esercizio regionale

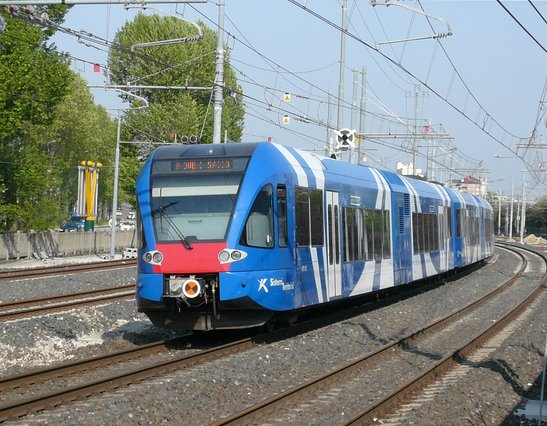
Un ATR 120, acquisto di Sistemi Territoriali per la Adria-Mestre

Il 1º gennaio 2001, Ferrovie Venete (FV), società costituita appositamente dalla Regione Veneto, subentrò nell'esercizio della ferrovia. Pochi mesi dopo, a partire dal 1º aprile 2002, la gestione fu affidata a Sistemi Territoriali (ST), altra società regionale.
Con il passaggio alla Regione, tornò il servizio merci sulla linea ferroviaria. Nella primavera del 2003 furono effettuati dei treni merci per il trasporto di legname da Venezia Mestre a Oriago e a Mira Buse. Si iniziano inoltre a effettuare treni merci sia lungo linee FS, sia lungo la Adria-Mestre, anche grazie al riattivato raccordo con lo stabilimento Italia Zuccheri di Pontelongo, sia durante il periodo di raccolta delle barbabietole.
Nel 2005 furono ordinati quattro nuovi nuovi autotreni Diesel, prodotti dalla svizzera Stadler Rail: due ATR 110 (GTW 2/6) e due ATR 120 (GTW 4/12), che furono consegnati nel 2008.
Nell'ambito del progetto del Sistema Ferroviario Metropolitano Regionale (SFMR) si avviarono i lavori di elettrificazione della tratta tra Venezia Mestre e la stazione di Mira Buse, che fu completata e attivata il 13 giugno 2010. La stazione di Mira Buse fu dotata dei binari tronchi necessari all'espletamento di un servizio suburbano per Venezia Santa Lucia che fu svolto dai nuovi elettrotreni ETR 340.
Il 1º gennaio 2020, con lo scorporo delle infrastrutture ferroviarie e di navigazione interna da ST a Infrastrutture Venete (IV), l'esercizio della ferrovia Adria-Mestre passò sotto la gestione di quest'ultima, mentre Sistemi Territoriali mantenne il servizio ferroviario.
Nel 2022, la regione Veneto indisse una gara per lo svolgimento dei servizi ferroviari sulla Adria-Mestre e sulle linee Rovigo-Verona e Rovigo-Chioggia che, nel gennaio dell'anno seguente, furono assegnati a Trenitalia. ST mantenne l'esercizio provvisorio, in attesa che un confronto fra Trenitalia e Infrastrutture Venete stabilisse le condizioni per il subentro della prima. Tuttavia, a marzo dello stesso anno, le procedure di assegnazione della gara furono sospese a causa di un intervento del TAR Veneto chiesto da Arriva Italia, l'altro partecipante della gara. Nel marzo 2024 il TAR aggiudicò il servizio a Trenitalia.
Per completare l'elettrificazione della linea, Infrastrutture Venete decise di sospendere il servizio su tutta la linea a partire dal 15 luglio 2024. L'investimento prevede l'impiego di fondi per a 75 milioni di euro.
A giugno 2025 furono stanziati ulteriori fondi, pari a 10 milioni di euro, per ulteriori interventi sulla linea ferroviaria, come la soppressione di alcuni passaggi a livello, l'adozione di nuovi sistemi di sicurezza ferroviaria, l'adeguamento delle strutture di stazione, allo scopo di facilitare l'accesso ai viaggiatori con ridotta capacità motoria, e la riduzione del rischio idrogeologico.

## Caratteristiche
La ferrovia è interamente a binario semplice, con scartamento da 1435 mm. La tratta Mira Buse-Venezia Mestre è elettrificata a 3000 V in corrente continua.
La circolazione è regolata dal Dirigente Posto Comando con sede presso la stazione di Piove di Sacco.

### Percorso
| Continuation backward |

| Unknown route-map component "exCONTgq" | Unknown route-map component "eABZg+r" |  |

| Station on track |

| Unknown route-map component "CONTgq" | Unknown route-map component "ABZgr" |  |

| Unknown route-map component "hKRZWae" |

| Unknown route-map component "eHST" |

| Stop on track |

| Unknown route-map component "hKRZWae" |

| Unknown route-map component "hKRZWae" |

| Station on track |

| Unknown route-map component "hKRZWae" |

| Station on track |

| Unknown route-map component "eHST" |

| Unknown route-map component "hKRZWae" |

| Unknown route-map component "eHST" |

| Unknown route-map component "hKRZWae" |

| Stop on track |

| Non-passenger station/depot on track |

| Stop on track |

| Station on track |

|  | Unknown route-map component "emABZgl" | Unknown route-map component "uexCONTfq" |

| Stop on track |

| Unknown route-map component "hKRZWae" |

| Stop on track |

| Stop on track |

| Station on track |

| Stop on track |

| Unknown route-map component "hKRZWae" |

| Station on track |

| Unknown route-map component "hKRZWae" |

|  | Unknown route-map component "emABZg+l" | Unknown route-map component "uexCONTfq" |

| Station on track |

| Unknown route-map component "uexCONTgq" | Unknown route-map component "emABZgr" |  |

| Station on track |

| Unknown route-map component "SKRZ-Au" |

| Unknown route-map component "c" |  | Unknown route-map component "vSTR-STR+l" | Unknown route-map component "cSTRq" | Unknown route-map component "dCONTfq" |

| Unknown route-map component "c" |  | Unknown route-map component "vABZg+lo-STR" | Unknown route-map component "cSTRq" | Unknown route-map component "dCONTfq" |

| Unknown route-map component "c" |  | Unknown route-map component "vSTR-eABZg+l" | Unknown route-map component "excSTRq" | Unknown route-map component "exdCONTfq" |

| Unknown route-map component "d" | Unknown route-map component "vSHI2g+l-" |

| Unknown route-map component "SKRZ-Au" |

|  | Junction both to and from left | Unknown route-map component "CONTfq" |

| Station on track |

| Continuation forward |

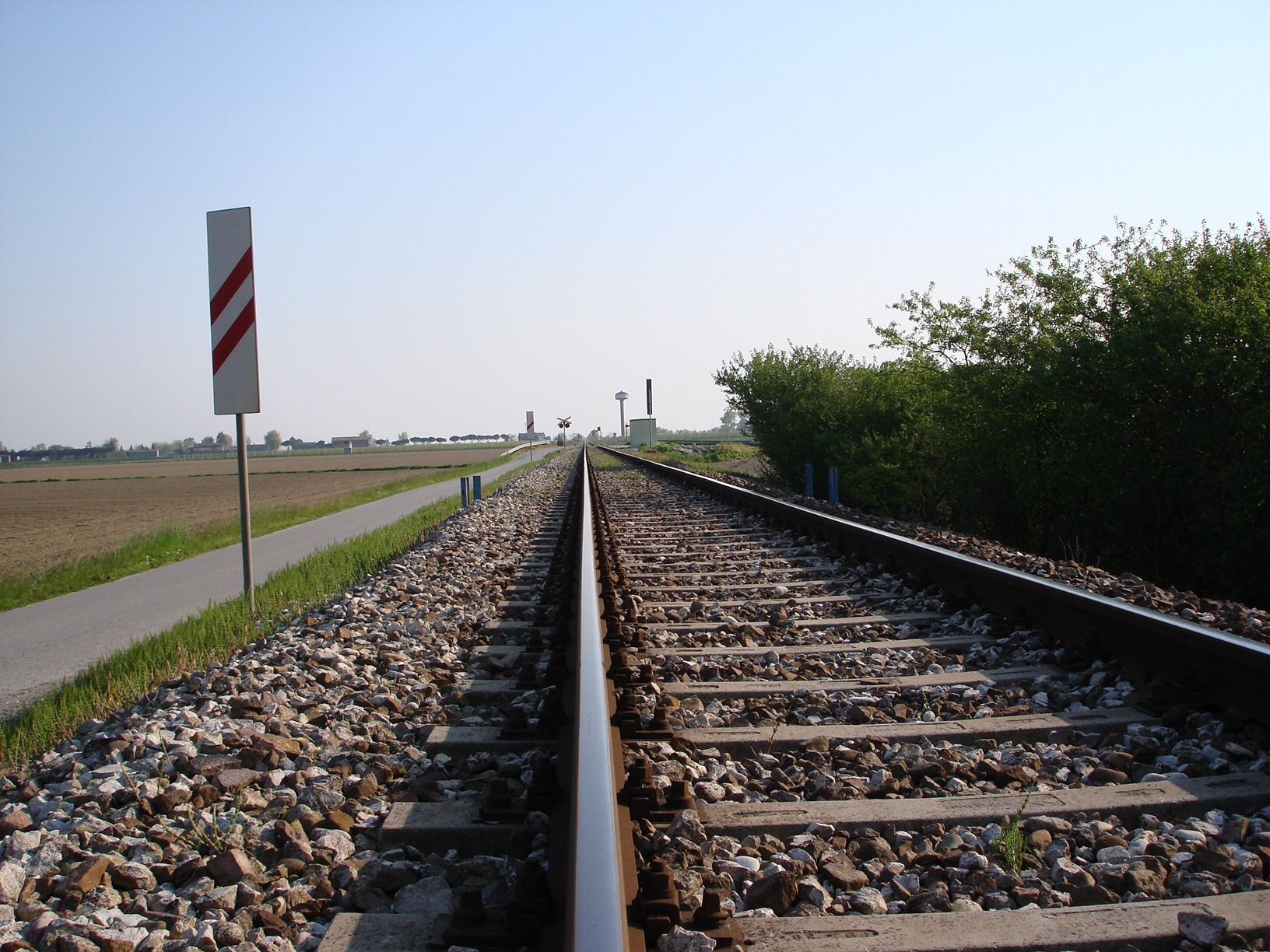
la ferrovia Adria-Mestre in direzione Adria nei pressi di Cavarzere

La linea parte dalla stazione di Adria; tale impianto comprende cinque binari passanti, i primi tre utilizzati dai treni della Rovigo – Chioggia e gli altri due dai treni della FAM. Ricordiamo inoltre che tra il 1933 e il 1944 Adria era capolinea anche della ferrovia per Ariano Polesine. Partita da Adria, la ferrovia compie una stretta curva di raggio 450 m verso sinistra a cui segue un lungo tratto pressoché rettifilo fino a Cavarzere lungo il quale la linea attraversa numerosi canali e scoli minori: ricordiamo qui lo Scolo Bresega, il Naviglio Adigetto, il Fossone dei Ferri, lo Scolo Botta e lo Scolo Tartaro. Subito dopo il ponte sullo Scolo Tartaro esisteva un tempo la fermata di Curiolo al servizio dell'omonima località.
Subito dopo Curiolo la ferrovia entra a Cavarzere, località servita da due impianti: una fermata denominata Cavarzere Centro, posta sulla rampa meridionale dei ponti sull'Adige e sul Gorzone a poche centinaia di metri dal centro, e una stazione chiamata Cavarzere posta al termine della rampa settentrionale dei due ponti, notevolmente decentrata dalla città. Cavarzere Centro possiede un semplice marciapiede con una tettoia di cemento armato; Cavarzere invece possiede un binario di raddoppio per il traffico passeggeri con marciapiedi laterali ed un binario secondario al servizio del magazzino merci, inutilizzato da tanti anni al pari di tutti gli altri presenti nelle varie stazioni della linea. Il fabbricato viaggiatori è di discrete dimensioni, gemello di quello di Piove di Sacco il cui schema venne chiamato dalla Veneta appunto "Cavarzere". Il ponte sul Fiume Adige presenta tre campate per una lunghezza complessiva di 104,4 m, mentre il ponte sul Canale Gorzone è dotato di campata unica della lunghezza di 54 m. Tra i due ponti esisteva un tempo un raccordo al servizio di un impianto industriale posto a ovest della ferrovia.
Dopo Cavarzere la linea prosegue perfettamente rettilinea, incrociando tra i vari corsi d'acqua il Canale dei Cuori dove la ferrovia sottopassa nello stesso punto la strada provinciale Cavarzere - Romea, fino alla stazione di Cona Veneta, posta in realtà nella frazione di Pegolotte (Cona è situata circa 3 km più a ovest). La stazione presenta il tipico piano binari della linea: raddoppio con marciapiedi laterali e binario secondario per il magazzino merci. Il fabbricato viaggiatori è di modeste dimensioni; lo schema dello stesso era chiamato appunto "Cona" e fu utilizzato anche per gran parte delle stazioni della ferrovia. Lasciata la stazione di Cona Veneta, la ferrovia piega leggermente verso destra per poi raggiungere l'ex fermata di Villa del Bosco posta al passaggio a livello con la strada Monselice - Mare. Dopo pochi altri chilometri la linea piega decisamente a sinistra verso ovest incontrando l'ex fermata, già stazione, di Correzzola.
Successivamente la ferrovia comincia a svoltare a destra in direzione nord. In corrispondenza del Casello 5 è posto il Raccordo Italia Zuccheri al servizio dello zuccherificio dell'omonima società. Il raccordo dispone di un binario di raddoppio parallelo a quello di corsa e di tre binari tronchi che entrano all'interno di un piazzale asfaltato dove avvengono le operazioni di carico e scarico delle casse mobili dai treni. Poco dopo il raccordo la linea impegna il ponte sul Fiume Bacchiglione a travata metallica unica e via inferiore con luce di 60 m. Subito dopo il ponte è situata la fermata di Pontelongo Fermata dotata di marciapiede e pensilina moderna. Quindi, ai piedi della rampa settentrionale, si incontra la stazione di Pontelongo (disabilitata al servizio viaggiatori e agli incroci dal 14 dicembre 2008) assai simile per piano binari ed edifici a quella di Cona Veneta.
Dopo Pontelongo la ferrovia prosegue più o meno sempre rettilinea fino alla fermata di Arzergrande, l'unica fermata dotata di un fabbricato viaggiatori secondo lo schema "Cona" e di un magazzino merci; questo era servito da un binario secondario, esistente seppure scollegato al binario di corsa. Subito dopo Arzergrande la linea compie una esse prima verso sinistra e poi verso destra, arrivando quindi alla stazione di Piove di Sacco, la principale della linea. L'impianto è dotato di cinque binari passanti di cui tre con marciapiede, di un deposito/officina con rimessa per il ricovero dei mezzi e ponte di lavaggio, e di vari binari tronchi al servizio del magazzino merci. Tra il fabbricato viaggiatori, costruito secondo lo schema "Cavarzere" e recentemente alterato con la realizzazione di corpi laterali, la banchina risulta di ampie dimensioni, vestigia della presenza fino al 1954 dei due binari elettrificati a servizio della tranvia Padova-Piove di Sacco; a ricordo di tale linea, sopravvive tuttora un palo in ferro utilizzato a suo tempo per il sostegno della linea aerea e oggi riutilizzato per l'illuminazione. Sono inoltre presenti la torre dell'acqua e parte della colonna idrica, risalenti al periodo della trazione a vapore.
Lasciata la stazione di Piove di Sacco il binario comincia a piegare verso destra, fino ad arrivare alla fermata di Campolongo Maggiore. Dopodiché la ferrovia imbocca la rampa meridionale del ponte sul fiume Brenta a travata metallica a via inferiore e tre luci di ampiezza rispettivamente di 37,8 m, 45,36 m e 37,8 m. Superato il ponte la linea ridiscende a quota campagna e piega verso sinistra fino a raggiungere la fermata di Bojon, dotata di una pensilina di foggia moderna.
A partire da questo punto la ferrovia percorre un vecchio alveo del Brenta (Brenta Secca) a poca distanza dalla strada Codevigo - Dolo. Lungo tale tratta, ad andamento quasi rettilineo, incontriamo a breve distanza la fermata del Casello 8 (a servizio dell'abitato di Campagna Lupia), la storica stazione di Camponogara-Campagna Lupia posta quasi sul confine tra i due comuni in località Prozzolo di Camponogara (impianto dotato di binario di raddoppio con un marciapiede laterale e uno a isola, più un binario tronco con tronchino di sicurezza, un tempo al servizio del magazzino merci, distrutto durante la II guerra mondiale; in sua vece fu posto sul tronchino di sicurezza un vecchio carro chiuso demolito nel 2008), e la fermata del Casello 11 posta in località Calcroci di Camponogara.  Lasciata la fermata del Casello 11, il binario piega a destra discostandosi dall'alveo abbandonato, e proseguendo in direzione nordest, attraversa il Taglio Novissimo con un ponte di ferro con una luce di 26,51 m, e giunge quindi nella stazione di Mira Buse. L'impianto fino al 2006 era dotato del classico binario di raddoppio con un marciapiede laterale e uno a isola; più ampio rispetto alle altre stazioni è lo scalo merci dotato di tre binari tronchi collegati da varie bretelle: l'ampiezza è giustificata dal fatto che dallo scalo merci di Mira Buse si diramava il raccordo con la Mira Lanza, tuttora armato e collegato alla rete, seppure non più percorribile per intero a causa della realizzazione di una nuova strada che ha ricoperto con l'asfalto le rotaie. Nel 2006, nell'ambito del progetto del SFMR, il piano binari ha subito un ampliamento con la costruzione di altri due binari per il servizio viaggiatori; tali binari, non ancora attivati, sono tronchi e utilizzabili solo dai treni da e per Venezia. Contemporaneamente sono cominciati i lavori di elettrificazione tra questa stazione e Venezia Mestre.
Dopo Mira Buse, la linea percorre una serie di curve prima a destra, poi a sinistra e quindi ancora a destra, superando nel frattempo il Naviglio del Brenta e la ex Strada statale 11 Padana Superiore con due ponti in ferro lunghi rispettivamente 13 m e 10 m. Si entra quindi nella stazione di Oriago, nell'omonima frazione di Mira, dotata di binario di raddoppio e binario secondario per il magazzino merci. Fino al 2006 erano presenti un marciapiede laterale e uno a isola; quest'ultimo è stato quindi demolito e rifatto il primo, sempre nell'ambito del progetto del SFMR, cosicché oggi l'impianto è dotato di due lunghi marciapiedi laterali. Fino al 1954 erano presenti altri tre binari, elettrificati, e un terzo marciapiede tra il quarto e il quinto binario al servizio della tranvia Padova-Malcontenta-Fusina. Inoltre durante la II guerra mondiale era presente un deposito locomotive, di cui sopravvive ancora la torre dell'acqua, posto a sud dei binari di corsa dall'altro lato del magazzino merci rispetto al fabbricato viaggiatori. La tranvia provenendo da Padova si affiancava da nord alla linea e la intersecava dal lato Mestre per piegare verso est. La ferrovia invece piega verso nord puntando verso la ferrovia Milano-Venezia. Nei pressi del sottopasso dell'Autostrada A4 si incontra la nuova stazione di Venezia Mestre Porta Ovest, dotata di binario di raddoppio con tronchini di sicurezza e due marciapiedi laterali.
La ferrovia termina quindi nel trafficato nodo di Venezia Mestre. Originariamente la linea possedeva un binario autonomo fino all'ingresso del Fascio Viaggiatori di Venezia Mestre, binario posato tra i due della linea Milano-Venezia e i vari fasci costituenti la stazione di Venezia Mestre Scalo. Questo binario, conosciuto come Asta Piove, all'ingresso del nodo di Mestre (Venezia Mestre Cabina B) intersecava il binario FS che collegava la linea Milano-Venezia alla radice ovest di Venezia Mestre Scalo; i due binari a sua volta erano raccordati, permettendo l'inoltro dei treni in partenza da Venezia Mestre e diretti verso Milano di utilizzare l'Asta Piove, che era quindi elettrificata, fino appunto alla Cabina B. Un'altra comunicazione tra l'Asta Piove, i binari FS di corsa e l'impianto di Venezia Mestre Scalo era presente al Quadrivio Catene. Oggi invece il binario della nostra linea è stato spostato di alcune decine di metri più a sud, arrivando fino al fascio viaggiatori di Venezia Mestre, per permettere sia il quadruplicamento della tratta Padova - Venezia Mestre sia la posa di altri due binari del nuovo Scavalco di Maerne che collega la Linea dei Bivi a Venezia Mestre.